# Aclophoropsis
Aclophoropsis là một chi ốc biển nhỏ, là động vật thân mềm chân bụng sống ở biển trong họ Triphoridae.

## Các loài
Các loài:
- Aclophoropsis festiva (A. Adams, 1851)
- Aclophoropsis maculosa (Hedley, 1903)
- Aclophoropsis univitta (Laseron, 1954)
- Aclophoropsis mcmichaeli (Kosuge, 1962) [2]